# التهاب دهليز الفرج
التهاب دهليز الفرج (بالإنجليزية:Vulvar vestibulitis) هو المسبب الرئيسي لعسر الجماع (Dyspareunia) - الألم أثناء إقامة علاقة جنسية، وللأوجاع في الفرج (Vulvodynia).
دهليز الفرج هو جزء الفرج الواقع ما بين غشاء البكارة والشفرين الصغيرين (Labia minora). التهاب دهليز الفرج هو فرط أرجية (حساسية زائدة) في المواقع التي حول حلقة غشاء البكارة. من الصعب تشخيص هذا المرض لأن الأماكن ذات الحساسية الزائدة مخفية في التجويف الذي يحيط بغشاء البكارة. فقط اللمس المتعمد والدقيق في هذا المكان يسبب ألماً حادا جدا أو شعورا بحرقة شديدة جدا. ونظرا لصعوبة تشخيص المرض، فقد تم في الماضي تحويل بعض النساء إلى طبيب نفساني بينما قيل لأخريات أنهن يعانين من فطر (فطر) أو من التهاب المهبل. وقد عولجن بالتحاميل (تحميلة - Suppository) أو المراهم التي لم تساعد على الشفاء من التهاب دهليز الفرج.

## أعراض التهاب دهليز الفرج
يجب الاشتباه بوجود التهاب في دهليز الفرج أيضا لدى الفتيات اللواتي يعانين من عدم الراحة أو الشعور بحرقة في فتحة المهبل، ولدى أولئك اللواتي يشعرن بألم عند ارتدائهن السراويل الضيقة أو عند اللمس في المنطقة. في مرحلة البلوغ، في فترة الحيض، لا تستطيع تلك الفتيات إدخال دحسة (Tampon– سدادة قطنية) إلى المهبل، ولا يستطعن تحمل أي فحص نسائي ولا أية محاولة لممارسة الجنس. وهنالك أخريات يستطعن ممارسة الجنس، لكن الألم يضايقهن كثيرا ويقلل من متعتهن.
وثمة تجليات أخرى للمرض، منها: الشعور بحرقة أثناء التبول، خاصة بعد ممارسة الجنس. سبب هذا الشعور هو ملامسة البول للمنطقة الحساسة في دهليز الفرج.
منذ سنوات معدودة فقط اتضحت طبيعة المرض فبدأ يطلق عليه اسم التهاب دهليز الفرج. لكن حتى الآن لم يتم اكتشاف المسبب له.

## تشخيص التهاب دهليز الفرج
ستخدم طبيب النساء المطباق (Applicator) للضغط على مواقع مختلفة حول غشاء البكارة. فقط الملامسة المباشرة بين المطباق وبين التجويف المحيط بقاعدة حلقة غشاء البكارة هي التي يمكن أن تسبب الألم .

## علاج التهاب دهليز الفرج
- ينبغي التعامل مع هذا المرض باعتباره مشكلة جسمانية، وليس مرضا نفسانيا. وبالتالي، يوصى بالعلاج طبقا لشدة المرض.

العلاج الأكثر نجاعة الذي يوصى به للنساء اللواتي أُصبن بالتهاب دهليز الفرج هو عملية جراحية لرأب العجان (Perineoplasty). هذه العملية تشمل استئصالا لدهليز الفرج وتغطية النقص في أنسجة المهبل. يمكن توقع نجاح كبير يصل إلى 85% من المريضات اللواتي يخضعن لهذه الجراحة، بحيث يستطعن من بعدها ممارسة الجنس دون أي ألم، أو بحدٍّ أدنى من الشعور بالضيق أو عدم الراحة.